# 錫達萊克鎮區 (明尼蘇達州斯科特縣)
錫達萊克鎮區（英語：Cedar Lake Township）是位於美國明尼蘇達州斯科特縣的一個行政鎮區。

## 地方資料
錫達萊克鎮區的面積為93.89平方千米，當中陸地面積為90.96平方千米，而水域面積為2.93平方千米。根據2020年美國人口普查的數據，當地共有人口3050人，而人口密度為每平方千米32.48人。